# Chruščovka

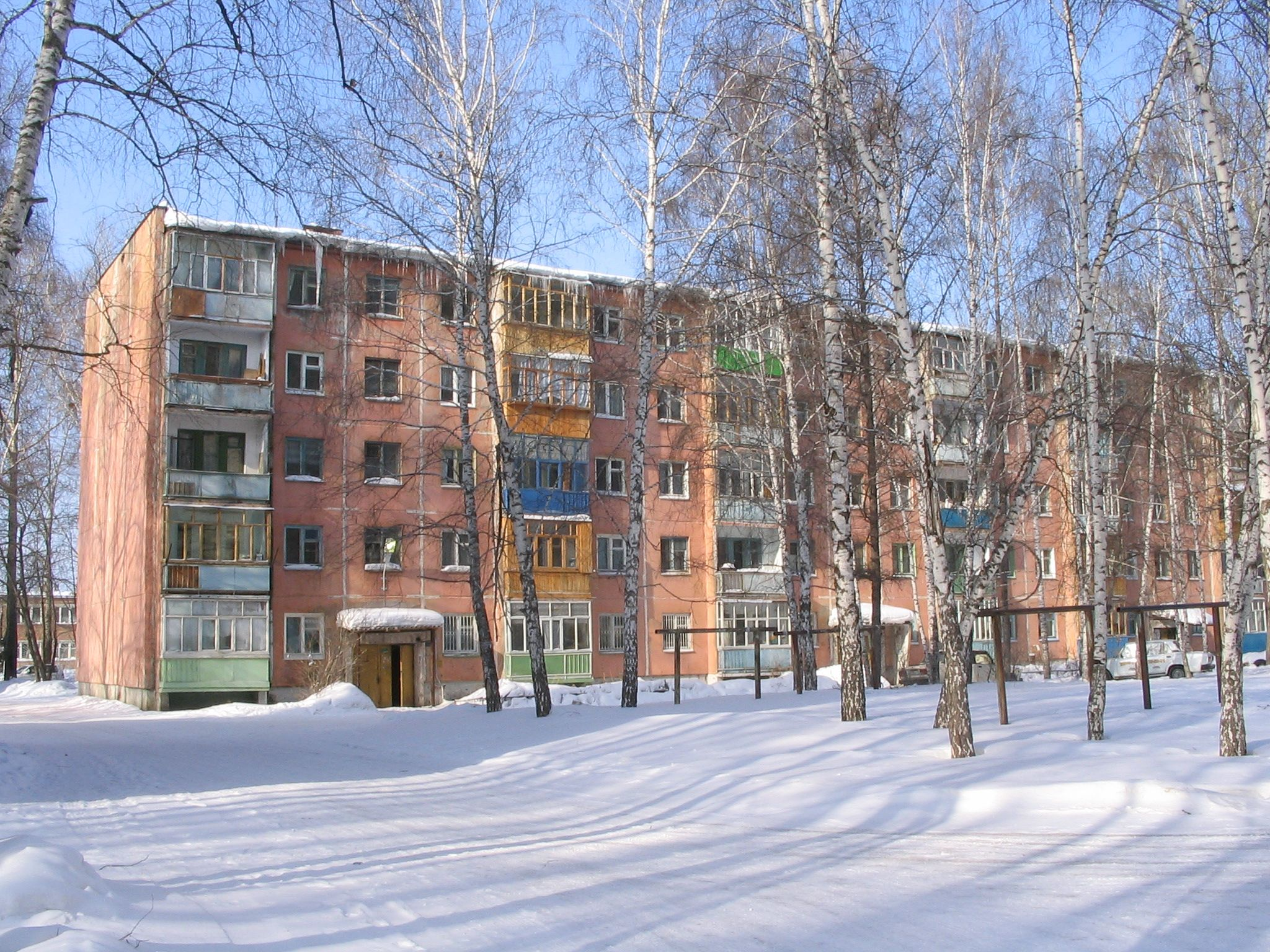
Panelová chruščovka v Tomsku

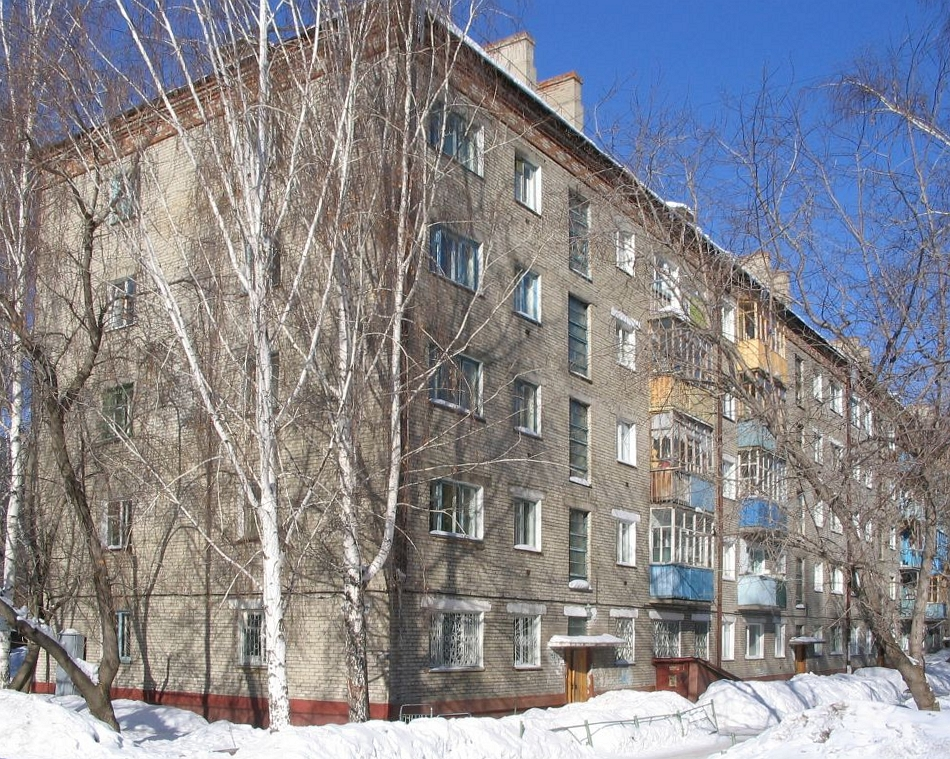
Cihlová chruščovka v Tomsku

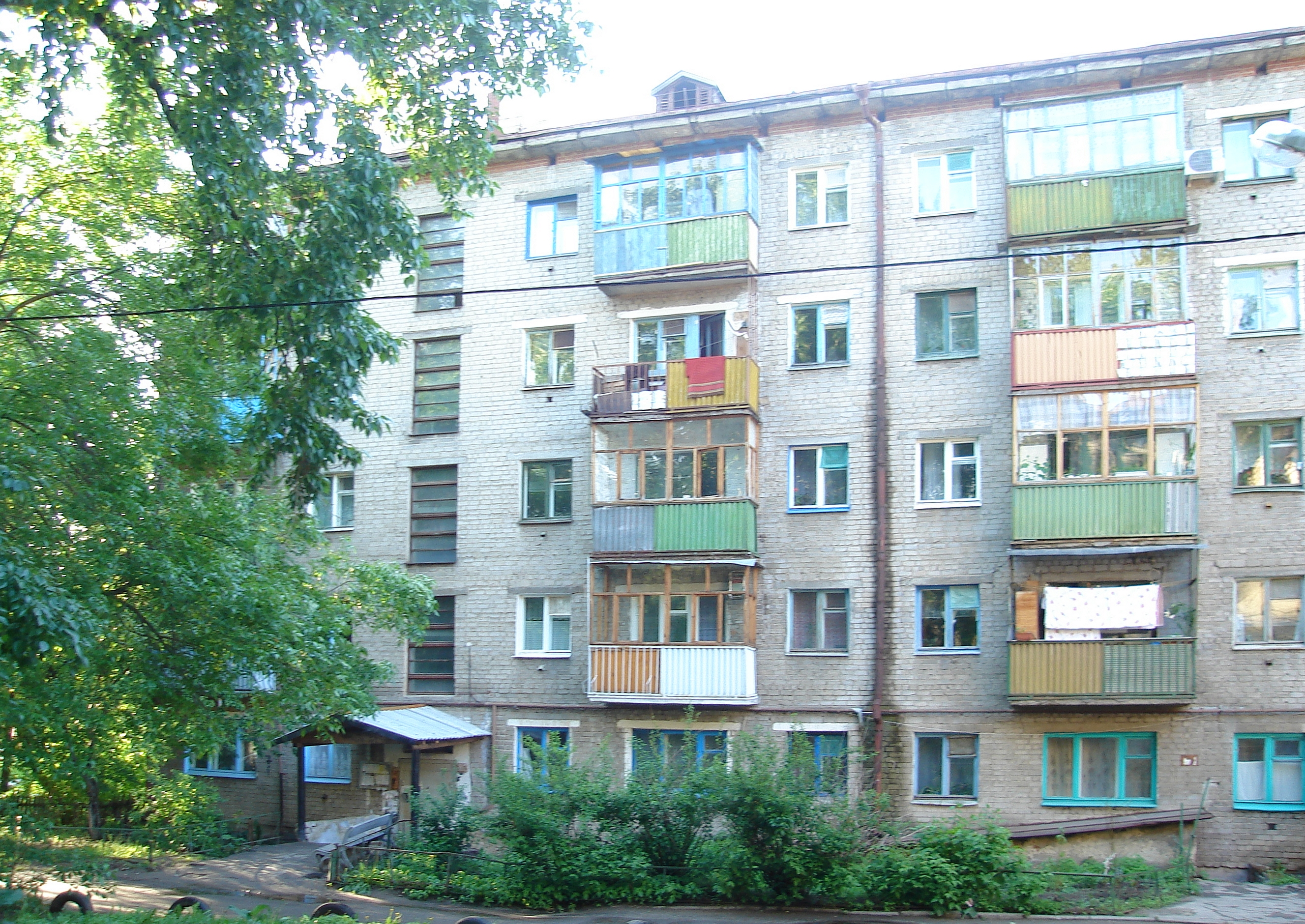
Stavba tohoto typu v Kazani

Chruščovka (rusky хрущёвка) je typ panelového domu, budovaného v SSSR v dobách začátku vlády Nikity Chruščova; ten tyto domy také proslavil a podle něj jsou neformálně pojmenovány. 
Jednalo se o jedny z nejranějších panelových domů, jež byly v zemi budovány (ne všechny však byly vybudovány jako paneláky; mnoho vzniklo tehdy cihlových). Právě díky konstrukci z betonových panelů však bylo možné tyto domy budovat velmi rychle a mírnit tak bytovou krizi, jež byla v SSSR značná (například ve městech žilo často více rodin v jednom bytě apod.). Domy ještě neměly výtahy, protože ty by byly pro tehdejší stavebnictví příliš nákladné a podle sovětských norem by příliš zpomalovaly cestu obyvatel do svých domovů. To též ovlivnilo výšku staveb; v podstatě neexistovaly chruščovky vyšší než pětiposchoďové. Dalším novým prvkem bylo sloučení koupelny a toalety do jedné místnosti. 
Standardní byt v chruščovce má plochu 40 až 45 m². Sestává ze dvou pokojů, z nichž jeden (obývací) je v průměru větší než druhý (ložnice). V dobách, kdy byly tyto budovy stavěny a první lidé se do nich stěhovali, nebylo neobvyklé, že v jednom bytě tohoto typu žilo šest až sedm lidí. 
Chruščovky se vyskytují na celém území bývalého Sovětského svazu. Byly projektovány jako dočasné bydlení do dob, než bude dobudován reálný komunismus, ve kterém již nikdo neměl trpět nedostatky, včetně těch v bydlení; s tím se počítalo zhruba kolem roku 1980. Toto období však nepřišlo, naopak; začaly se budovat panelové domy ještě větší (až kolem dvaceti pater) a přišla ekonomická a společenská stagnace. V chruščovkách žije i dnes mnoho lidí.